# KVC Westerlo Ladies
KVC Westerlo Ladies is een Belgische voetbalclub uit Westerlo, die met een aantal vrouwenploegen in competitie uitkomt. De vrouwenploegen zijn een onderdeel van voetbalclub KVC Westerlo, die bij KBVB is aangesloten met stamnummer 2024. De A-ploeg komt in seizoen 2024-2025 voor het eerst uit in de Super League, het hoogste Belgische niveau.

## Geschiedenis
De damesploeg van KVC Westerlo kwam voor het seizoen 2022-23 nooit in de hoogste 2 niveaus van het Belgisch damesvoetbal uit.

In dat seizoen speelden de Westerlo Ladies in Eerste klasse en werden meteen vijfde. Omdat kampioen FC Kontich niet kon promoveren naar de Super League, werd Westerlo gevraagd hun plek in te nemen. Dit werd echter geweigerd omdat de club er nog niet klaar voor was.

De ambitie om het hoogste niveau te bereiken was er wel, en in de zomer van 2023 nam Westerlo de trainer en een groot deel van de speelsters van kampioen Kontich over. Ook werd het budget vervijfvoudigd.

Westerlo Ladies speelde het volgende seizoen 2023-24 dan ook vlot kampioen en promoveerde voor het eerst naar de Super League.

## Resultaten

### Seizoenen A-ploeg
| Seizoen | Reeks              | Niveau | Plaats | Punten | Beker        | Opmerkingen                         |
| ------- | ------------------ | ------ | ------ | ------ | ------------ | ----------------------------------- |
| 2018/19 | Eerste provinciale | 4      | 2      | 84     |              |                                     |
| 2019/20 | Tweede klasse B    | 3      | 5      | 25     |              |                                     |
| 2020/21 | Tweede klasse B    | 3      | -      | -      | geannuleerd  | seizoen geannuleerd wegens Covid-19 |
| 2021/22 | Tweede klasse B    | 3      | 1      | 66     | Derde ronde  | kampioen                            |
| 2022/23 | Eerste Klasse      | 2      | 5      | 52     | Vierde ronde |                                     |
| 2023/24 | Eerste Klasse      | 2      | 1      | 82     | 1/8 finale   | kampioen                            |
| 2024/25 | Superleague        | 1      | 6      | 17     | 1/4 finale   |                                     |
| 2025/26 | Superleague        | 1      |        |        |              |                                     |